# Афино-македонская война (357—346 до н. э.)
Афино-македонская война 357—346 до н. э. — вооружённый конфликт между Афинами и Македонией, начавшийся из за спора о владении Амфиполем, а в дальнейшем ставший первой попыткой афинян положить предел росту македонского могущества. Этот конфликт был небогат военными событиями, однако будучи тесно переплетён с современными ему войнами — Союзнической, Третьей Священной и Олинфской — сыграл важную роль в становлении Македонии как великой державы.

## Греческая политика Македонии и Амфипольский вопрос
В конце 380-х гг. до н. э. Македония, до этого старавшаяся придерживаться политики нейтралитета в греческих делах, была вынуждена вступить в союз со Спартой ввиду угрозы со стороны Олинфа и возглавляемого им Халкидского союза, который оккупировал часть территории страны, и продолжал активное вмешательство в её дела. Спартанцы в 379 до н. э. разгромили и распустили Халкидский союз, вернув Македонии земли, захваченные олинфянами.
После образования Второго Афинского Морского союза и начала борьбы со спартанской гегемонией македонский царь Аминта III начал сближение с Афинами, с которыми в 375 или 373 до н. э. заключил союз. В 371 до н. э. македонский представитель участвовал как независимый союзник Афин в конгрессе, собранном афинянами и спартанцами для заключения общего мира. На этом совещании Македония поддержала претензии Афин на Амфиполь, несмотря на то, что это явно противоречило интересам государства. Позиция Македонии объяснялась тем, что в это время Олинф заключил союз с Амфиполем.
Противники Афин справедливо указывали, что их претензии на Амфиполь противоречат условиям Анталкидова мира, однако мирный конгресс большинством голосов поддержал афинян.
Около 367 до н. э. в обстановке династического кризиса афинский стратег Ификрат, находившийся с небольшим флотом у Амфиполя, помог царю Македонии Птолемею Алориту победить претендента на трон Павсания
Фиванцы, добивавшиеся гегемонии в Греции, в 368—367 до н. э. дважды вторгались в Македонию, стремясь распространить на неё своё политическое влияние. В результате Македония какое-то время следовала в русле фиванской политики и около 365 до н. э. начала поставлять Фивам строевой лес, необходимый для начатой Эпаминондом программы строительства флота, с помощью которого Беотийский союз намеревался бросить вызов Афинам.
Тем не менее, Афины были достаточно сильны, чтобы к 364/363 до н. э. заставить нового македонского царя Пердикку III в течение некоторого времени помогать стратегу Тимофею в кампании против халкидян и Амфиполя. К тому времени афиняне подчинили Пидну, Мефону и Потидею, откуда могли угрожать Македонии и Халкидике. Однако захватить Амфиполь, на помощь которому пришли соседние фракийцы, не удалось даже с македонской помощью.
Вскоре Пердикка разорвал союз с Афинами, направил войска на помощь амфиполитам, и к 360 до н. э. Тимофей был вынужден прекратить осаду города. К 359 до н. э. в Амфиполь был введён македонский отряд либо в качестве гарнизона, либо как союзные силы.

## Союз Филиппа II с Афинами
В том же году Пердикка погиб в сражении с иллирийцами, и в Македонии начался новый раунд борьбы за власть. Афиняне поддержали одного из претендентов на престол, некоего Аргея, на помощь которому направили отряд наёмников под командованием Мантия. Эти войска высадились в Мефоне в 32 км от македонской столицы. Чтобы предотвратить афинскую интервенцию, Филипп II, захвативший власть в стране, вывел македонские войска из Амфиполя и заявил, что признаёт права афинян на этот город. Афиняне отказались от вторжения, Аргей, лишившись их поддержки, был разбит, а Филипп предложил Афинам союз. Олинф, опасавшийся македонской угрозы, в свою очередь предложил афинянам объединиться против Филиппа, но, поскольку отношения с Халкидским союзом были напряжёнными, народное собрание проголосовало за договор с Македонией.

## Взятие Амфиполя и объявление войны
Весной 357 до н. э. Филипп II осадил Амфиполь под надуманным предлогом: якобы этот город проявил к нему открытую враждебность. Афинянам царь отправил письмо, в котором сообщал, что, захватив город, он передаст его Афинам. Те поверили и, по словам Демосфена, направили к Филиппу посольство, которое якобы заключило тайное соглашение с царём о передаче ему Пидны (союзника Афин) в обмен на Амфиполь. Современные историки не без оснований сомневаются в самой возможности такого соглашения, поскольку в Афинах подобные решения принимались народным собранием, а следовательно, тайной оставаться не могли.
В конце лета 357 до н. э. македонские войска взяли и разграбили Амфиполь, после чего Филипп осадил Пидну, также вскоре павшую. Ни о какой передаче города афинянам речи больше не шло. Только теперь афиняне поняли, что македонский царь их обманул, и в конце 357 до н. э. объявили ему войну.

## Поиск союзников
Афиняне оказались не в состоянии предпринять активные действия против Филиппа, так как были отвлечены Союзнической войной, потребовавшей значительного напряжения сил. Не в силах вести войну на два фронта, они попытались найти союзников на севере, договорившись с иллирийским царём Грабом, а также с правителями фракийцев и пеонов. Особое значение имела позиция Халкидского союза, способного выставить войско в 10 тыс. пехоты и тысячу конницы, но и тут македонский царь сумел переиграть афинян. Он пообещал захватить и передать олинфянам Потидею, куда Афины в 361 вывели своих клерухов, а также отдать им Анфемунт — македонское владение на западе Халкидики. На этих условиях Халкидский союз зимой 357/356 до н. э. вступил в союз с Македонией.
Кампанию против Потидеи несколько задержало выступление против Македонии целой коалиции северных племён: иллирийцев во главе с Грабом, пеонов царя Липпия и одного из фракийских царей, Кетрипора. Афиняне предложили им свою помощь, но серьёзной поддержки оказать не смогли. Филипп и его полководцы сумели разбить противников по частям уже к концу лета 356 до н. э. Афиняне направили помощь осаждённому гарнизону Потидеи, но та опоздала, и в середине лета Филипп взял город. Население было продано в рабство, сам город македонянин передал Халкидскому союзу, а афинских клерухов отпустил, даже не взяв с них выкупа.

## Взятие Мефоны
Мефона представляла собой полис на западном побережье Фермейского залива в 30 км от первой македонской столицы Эги. Контроль над ним Афин не только обеспечивал им военную базу на территории Македонии, но также давал возможность контролировать торговлю лесом в этом регионе.
Ближе к концу 355 года до н. э. Филипп II выступил в поход. Он потребовал у жителей Мефоны сдать город, и, получив отказ, начал осаду. Она затянулась на несколько месяцев. Длительность сопротивления можно объяснить как высокими и крепкими стенами и оборонительными сооружениями, так и предварительной подготовкой. Мефона находилась неподалёку от Пидны, которую Филипп II захватил несколькими годами ранее, что должно было побудить её жителей провести соответствующую подготовку к осаде.
Осада Мефоны запомнилась современникам в первую очередь тяжёлым ранением Филиппа II. Метко пущенная стрела попала в правый глаз царя, когда тот совершал объезд расположения своих войск. Предположительно, ранение царя вызвало некоторую дезорганизацию македонского войска. Этим воспользовались афинские отряды, которые шли на помощь Мефоне. Так, согласно одному из афинских декретов, в город прорвались отряды под командованием некоего Лахара. Афинское Народное собрание проголосовало за отправку на помощь осаждённым ещё одного войска, но оно отплыло только весной 354 года до н. э. и, как это часто случалось с афинскими экспедициями, опоздало.
Захватом Мефоны Филипп II завершил подчинение своей власти македонских земель. Афиняне потерпели очередное поражение и лишились важной базы на севере, опираясь на которую могли бы угрожать Македонии. Филипп II, напротив, обезопасил свои владения от нападения с тыла и получил возможность более активно вмешиваться в греческие дела и продолжить свою экспансионистскую политику.

## Действия афинян во Фракии
В дальнейшем Филипп был отвлечён борьбой против фокидян в Фессалии (354—353 до н. э.) Этим воспользовались афиняне, попытавшиеся восстановить свои позиции на севере Эгейского моря. Флот под командованием Хареса отплыл к Херсонесу Фракийскому. Выступив против Керсоблепта, царя Восточной Фракии, афиняне взяли город Сест — важный порт на пути из Чёрного моря, перебили там всех мужчин, а женщин и детей продали в рабство. Это было сделано с целью показать царю, что не стоит пренебрегать союзом, заключённым в 357 до н. э. с Афинами, ради сохранения хороших отношений с Македонией.
Поскольку Филипп только что потерпел в Фессалии два поражения от стратега фокидян Ономарха, Керсоблепт отошёл от союза с ним и признал права афинян на Херсонес, за исключением города Кардии. Таким образом, Афины взяли под контроль фракийское побережье, обеспечив беспрепятственный подвоз черноморского хлеба. Чтобы прочнее закрепиться в этом районе, с лета 352 до н. э. они начали выводить клерухов в Сест и другие города Херсонеса, а также направили туда значительное войско.
Успехи афинян и неудачи Филиппа произвели впечатление и на Халкидский союз, который вступил в переговоры с Афинами. Переговоры эти ни к чему не привели, но в дальнейшем сам их факт дал Филиппу моральное право выступить против Олинфа.

## Священная война и оборона Фермопил
Афиняне пытались действовать совместно с фокидянами против Филиппа в Фессалии и в 353 до н. э. направили флот Хареса в Пагасийский залив, чтобы совместно с войсками Ономарха овладеть Пагасами — основной гаванью области, с прошлого года занятой македонским гарнизоном. Однако афинский флот не успел высадить десант и стал бессильным свидетелем уничтожения фокидской армии на берегу залива.
Сокрушительный разгром фокидского войска в битве на Крокусовом поле летом 353 до н. э. вынудил союзников Фокиды предпринять решительные меры для обороны Фермопильского прохода. Афиняне как ближайшие соседи снарядили наибольшее войско — 5 тыс. гоплитов и 400 всадников под командованием стратега Навсикла, которых перевезли на 50 триерах. Стоимость этой операции составила 200 талантов. Соединившись у Фермопил с контингентами спартанцев (1 тыс. гоплитов), ахейцев (2 тыс.) и двумя тысячами наёмников, предоставленных изгнанными ферскими тиранами, афиняне надёжно закрыли проход в Среднюю Грецию.

## Фракийская кампания
В конце 352 до н. э. Филипп пришёл на помощь коалиции Византия, Перинфа и царя Средней Фракии Амадока, воевавшей против Керсоблепта. Союзники осадили последнего в крепости Гереон-Тейхос на берегу Пропонтиды. Афиняне сначала хотели направить на помощь Керсоблепту войско на сорока триерах, но в конце концов лишь около сентября 351 до н. э. послали 10 кораблей под командованием Харидема. В ноябре город сдался, и Керсоблепт подчинился Филиппу.
Во время войны на передний план афинской политики выдвинулся оратор Демосфен, выступивший в 351/350 до н. э. со своей первой филиппикой — в ней он разъяснял гражданам угрозу, которую представляет македонский царь свободе Эллады.

## Олинфская война
Халкидский союз, связанный с Филиппом договором от 357 до н. э., продолжал, тем не менее, строить козни против македонского царя. Результатом стало вторжение македонской армии в Халкидику летом 349 до н. э. Осенью Олинф направил в Афины послов с предложением союза, и афиняне, после некоторых колебаний, приняли его. На помощь олинфянам был направлен Харес с 30 кораблями и 2 тыс. наёмников. Ко времени их прибытия Филипп уже ушёл с полуострова.
В марте 348 до н. э. Филипп снова вторгся в Халкидику. Афиняне направили против него из Херсонеса войско под командованием Харидема, но не смогли помешать царю осадить Олинф. Тогда на помощь был отправлен Харес с 17 триремами и афинским войском из 2 тыс. пехотинцев и 300 всадников. Этот отряд опоздал. Город пал в августе или сентябре и был полностью разрушен.

## Отпадение Эвбеи
Важным обстоятельством, замедлившим оказание помощи Олинфу, была война, начавшаяся на Эвбее. Остров вернулся под контроль Афин в 357 до н. э., однако в начале 348 до н. э. Каллий, тиран Халкиды, попытался объединить эвбейские города в единую лигу. Против этого выступил тиран Эретрии Плутарх, обратившийся за помощью к Афинам. Те отправили на остров армию под командованием Фокиона, который оказался в опасном положении, поскольку Плутарх не оказал ему ожидавшейся помощи. С трудом Фокион разгромил противника, после чего изгнал Плутарха из Эретрии, но вскоре сам был отозван и отправлен в экспедицию на Лесбос. Тем временем Плутарх вернул себе власть, после чего нанёс афинянам поражение. Афинский отряд попал в плен, откуда был позднее отпущен за выкуп в 50 талантов. К тому же стратег-автократор Фокидского союза Фалек, бывший союзником Афин, неожиданно поддержал эвбейских сепаратистов, и направил им на помощь своих наёмников. После этого почти вся Эвбея отпала от Афин.
Существуют сильные подозрения, что восстание на Эвбее было инспирировано македонским царём. Эсхин, в частности, утверждал, что Каллий «получил по своей просьбе войско от Филиппа».

## Мирные предложения Филиппа
Уже в 348 до н. э. Филипп предложил афинянам заключить мир, но афинское народное собрание ответило отказом. По предложению Эвбула было направлено посольство к другим греческим государствам с призывом объединиться против Филиппа. Оно потерпело полную неудачу. В тот момент афиняне могли надеяться на помощь только со стороны спартанцев и фокидян, однако и те, и другие были связаны собственными войнами.

## Последние военные акции
Афиняне предприняли ещё несколько попыток противодействовать усилению Македонии. Важнейшей задачей было не допустить захвата македонянами проходов в Среднюю Грецию, а потому, когда Фалек был отстранён от руководства Фокидским союзом, и новые стратеги этого объединения предложили Афинам и Спарте послать войска для защиты Фермопил, оба полиса немедленно согласились. Спартанцы послали тысячу воинов во главе с царём Архидамом, а афиняне направили 50 триер и приняли решение мобилизовать всех пригодных для несения военной службы граждан в возрасте до сорока лет.
Помимо этого, предложению Демосфена на фракийское побережье был послан отряд во главе с Харесом. По прибытии он соединился с войсками Керсоблепта и усилил гарнизоны афинских опорных пунктов на северном берегу Эгейского моря и в Пропонтиде. Филипп в свою очередь приказал Антипатру создать военную базу в Гереон-Тейхосе на берегу Пропонтиды для наблюдения за афинянами.
Также афиняне направили помощь фессалийскому прибрежному городу Галосу, единственному в Фессалии, который ещё не подчинился Филиппу. В ответ Филипп приказал Пармениону осадить Галос.

## Мирные переговоры
В конце 347 или начале 346 до н. э. из Афин было отправлено новое посольство, призывавшее греков съехаться на конгресс в Афинах для обсуждения вопроса о том, стоит ли заключать общий мир с Филиппом, или же следует создать против него коалицию во главе с Афинами. Это посольство было столь же неудачным, как и предыдущее.
Примерно в это же время Филипп сделал афинянам новое предложение — теперь уже не только мира, но и союза. Поначалу это вызвало в афинском народном собрании только злость, но вскоре стало известно, что вернувшийся к власти в Фокиде Фалек потребовал у афинян и спартанцев убраться из-под Фермопил. Таким образом, Афины неожиданно лишались одного из последних своих союзников, а путь для возможного вторжения македонян оказывался открыт. Медлить с мирными переговорами теперь не имело смысла.

## Филократов мир
После нескольких месяцев переговоров был заключён мир. Стороны сохраняли за собой территории, которыми владели на момент подписания договора. Таким образом, афиняне были вынуждены отказаться от Амфиполя, являвшегося причиной войны, и от своих владений на Халкидике. Афины сохраняли за собой Херсонес Фракийский, но город Кардия становился независимым. Фокида, Галос и фракийский царь Керсоблепт исключались из договора, хотя афиняне до последнего пытались смягчить участь фокидян. Условия мира следует признать относительно мягкими (Филипп мог бы отнять у афинян больше), поскольку македонскому царю был нужен противовес Фивам в Средней Греции, и таким противовесом могли быть только Афины, которые по этой причине не следовало чрезмерно ослаблять; кроме того, Афины, обладавшие мощнейшим в Греции флотом, были нужны Филиппу как союзник в будущей войне с Персией.